# Odalys Vacances
 (juillet 2018).
Si vous disposez d'ouvrages ou d'articles de référence ou si vous connaissez des sites web de qualité traitant du thème abordé ici, merci de compléter l'article en donnant les références utiles à sa vérifiabilité et en les liant à la section « Notes et références ».
Odalys Vacances est une enseigne de la société Odalys Evasion, entreprise touristique française, créée en 2009, qui gère des hôtels, résidences de tourisme et parcs résidentiels de loisirs appartenant à des investisseurs privés et institutionnels ou des collectivités lui ayant confié, par bail commercial ou par mandat, la gestion de leur patrimoine immobilier. Elle est dirigée par l'entrepreneur breton Éric Duval.

## Historique
En 2010, le groupe fait un chiffre d'affaires de 200 millions d'euros. En 2012, il rachète 51 % du capital de Voyages Loisirs, agence en ligne créée en 1981 par France Loisirs. Le groupe diversifie ensuite son activité avec les appart'hôtels et les résidences étudiantes,. Ses deux premières résidences étudiantes ouvrent en 2013.
En 2014, le groupe Duval investit 25 millions d'euros, puis deux ans plus tard, il cède 35 % du capital à des investisseurs chinois (groupe Hywin). En 2018, Odalys Vacances est devenu, derrière Groupe Pierre & Vacances-Center Parcs, le numéro 2 français de l'hébergement touristique. La location à la montagne représente un tiers du chiffre d’affaires du groupe Odalys.

## Le groupe Odalys
|                   | Siren       | Siège social    | CA en M€ |
| ----------------- | ----------- | --------------- | -------- |
| Odalys Résidences | 487 696 080 | Aix-en-Provence | 200      |
| Odalys Evasion    | 511 929 739 | Paris 75011     | 176      |
| Odalys City       | 491 118 378 | Aix-en-Provence | 18       |
| Odalys Plein Air  | 440 685 964 | Paris 75011     | 12       |

## Critiques
Odalys a recours aux fonds de concours : pour aider le démarrage des résidences le promoteur reverse une « subvention » au futur gestionnaire de la résidence. Cette subvention est finalement répercutée sur le prix de vente des appartements aux futurs copropriétaires de la résidence. Entre 2013 et 2015, Odalys a eu beaucoup de difficultés pour payer dans les temps les propriétaires des biens mis en location par Odalys.

## Données chiffrées
Odalys gère et commercialise 400 résidences, résidences clubs, résidences Prestige, appart'hôtels de centre-ville, hôtels et parcs résidentiels de loisirs (mobil-homes) en Corse, en Espagne, en Sardaigne, en Italie, au Portugal et en Croatie. La société emploie 1 153 collaborateurs équivalents temps plein et a accueilli, en 2017, plus de 2 millions de clients. La société gère en tout 128 000 lits,.

## Identité visuelle (logos)

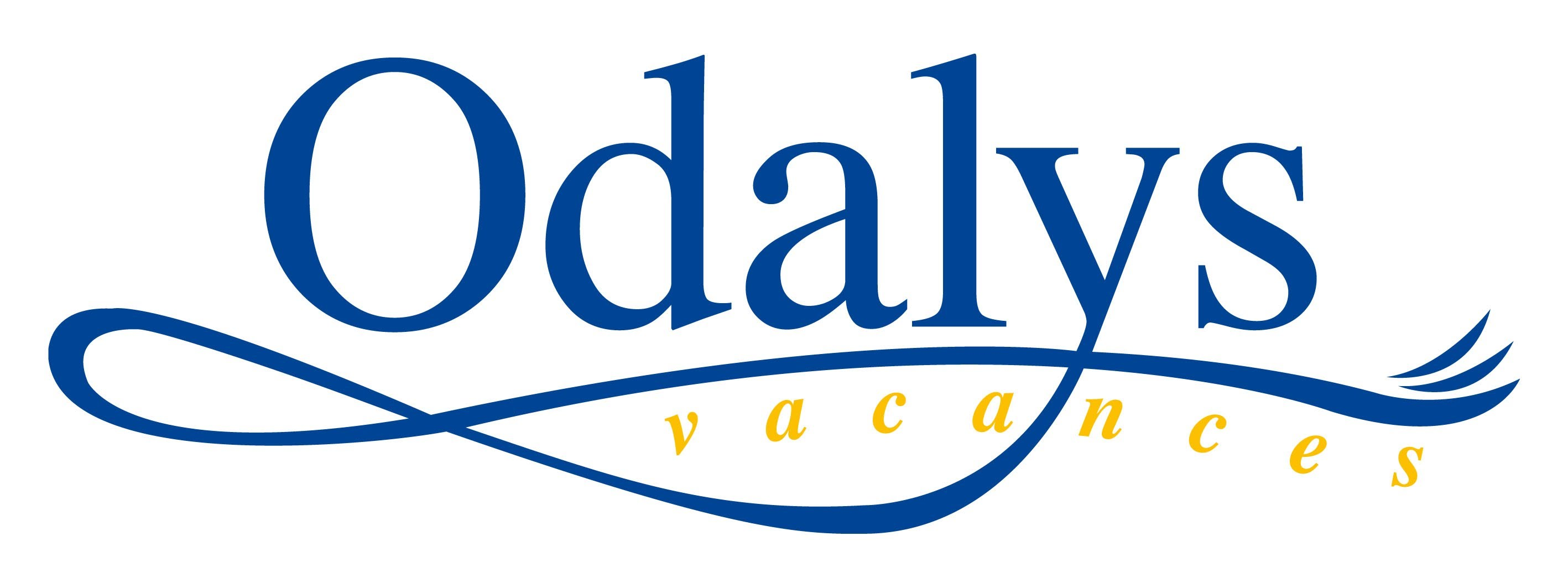
Logo Odalys Vacances jusqu'en 2018
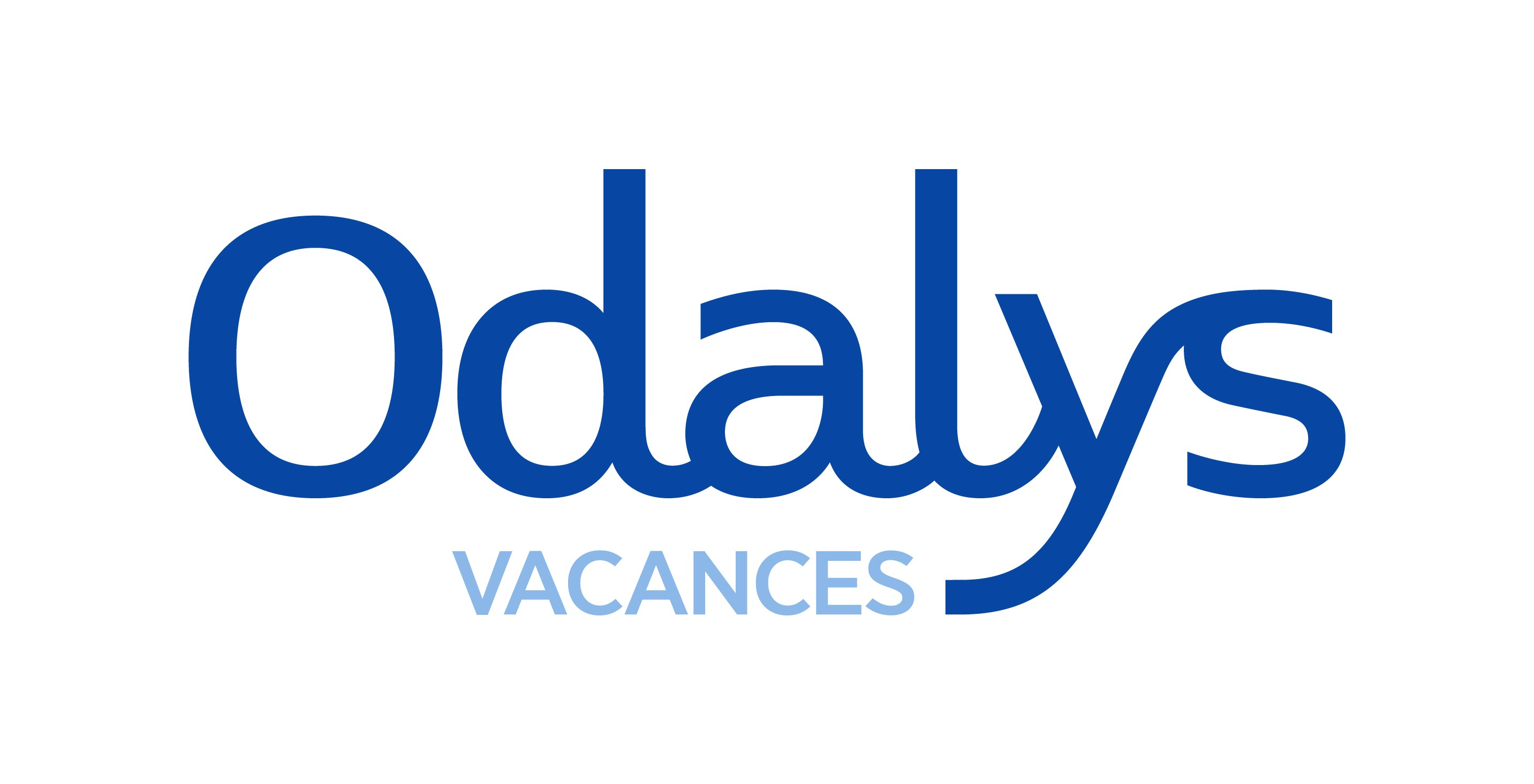
Logo Odalys depuis 2018